# Cabrejas del Campo
Cabrejas del Campo ist ein Ort und eine Gemeinde (municipio) mit 53 Einwohnern (Stand: 2024) in der Provinz Soria im Osten der autonomen Gemeinschaft Kastilien-León in Spanien.

## Lage
Der Ort Cabrejas del Campo liegt ca. 28 Kilometer (Fahrtstrecke) südöstlich der Provinzhauptstadt Soria nahe der Grenze zur Nachbarprovinz Saragossa in einer Höhe von ca. 990 Metern ü. d. M.; bis nach Calatayud sind es weitere 72 Kilometer in Richtung Südosten.

## Bevölkerungsentwicklung
| Jahr      | 1960 | 1970 | 1981 | 1991 | 2001 | 2010 |
| Einwohner | 280  | 161  | 107  | 97   | 86   | 71   |

Nach der Eingemeindung von Ojiol im 19. Jahrhundert hatte die Gemeinde stets um die 200 bis 300 Einwohner. Die zunehmende Mechanisierung der Landwirtschaft und der daraus resultierende Verlust an Arbeitsplätzen auf dem Lande haben in hohem Maße zum deutlichen Bevölkerungsrückgang (Landflucht) in den letzten Jahrzehnten beigetragen.

## Wirtschaft
Grundlage des Lebens und Überlebens der jahrhundertelang als Selbstversorger lebenden Bewohner von Cabrejas del Campo war und ist die Landwirtschaft, zu der auch in geringem Umfang die Viehzucht gehört. Der Tourismus spielt so gut wie keine Rolle.

## Geschichte
Kelten, Römer, Westgoten und Mauren haben keine Spuren auf dem Gebiet der Gemeinde hinterlassen. Das 11. Jahrhundert ist gekennzeichnet durch die christliche Rückeroberung (reconquista) und Wiederbesiedlung (repoblación) der Gegend, die bis zum Frieden von Almazán (1375) gleichermaßen vom Königreich Aragón und von Kastilien beansprucht wurde.

## Sehenswürdigkeiten
Cabrejas del Campo
- Die Pfarrkirche San Juan Bautista ist ein Bau im Übergangsstil von Spätgotik zur Renaissance. Die Turmfront der Westfassade ist schmuck- und portallos; das Eingangsportal befindet sich auf der Südseite. Der Kirchenbau ist einschiffig; der Hauptaltar (retablo) besteht aus farbigem Stein.
- Etwas außerhalb des Ortes befindet sich die Ermita de la Virgen de la Amorosa.

Ojiol
- Die kleine romanische Kirche San Pedro Apóstol im Ortsteil Ojiol ist – mit Ausnahme der Apsis, des Portals und der Ecksteine – aus Bruchsteinen (mampostería) gebaut.